# Trimorphodon biscutatus
Trimorphodon biscutatus – gatunek jadowitego węża z rodziny połozowatych (Colubridae).
Występuje w Meksyku i Gwatemali. Węże tego gatunku nie są groźne dla człowieka. Nawet brane do rąk zwykle nie gryzą.
Jest to gatunek monotypowy. Dawniej za podgatunki Trimorphodon biscutatus uznawane były: T. lambda, T. lyrophanes, T. paucimaculatus, T. quadruplex i T. vilkinsonii.